# Vol Airlines PNG 1600
Le 13 octobre 2011, un De Havilland Canada DHC-8-100 effectuant le vol Airlines PNG 1600, reliant Nadzab à Madang, en Papouasie-Nouvelle-Guinée, s'écrase dans une zone boisée près de la rivière Nuru, à environ neuf kilomètres de l'embouchure du fleuve Gogol, au nord-est du pays, après avoir perdu toute la puissance de ses moteurs. Seules quatre des trente-deux personnes à bord survivent à l'accident. Il s'agit de l'accident aérien le plus meurtrier de l'histoire de la Papouasie-Nouvelle-Guinée.
L'enquête révèle que les pilotes ont placé par inadvertance les manettes de puissance des moteurs en dessous de la position la plus basse autorisée en vol (connue sous le nom de ralenti ou flight idle), provoquant une survitesse des deux hélices et entraînant une perte complète de puissance moteur. L'avion n'était pas équipé d'un mécanisme de verrouillage qui aurait empêché la survitesse même en cas de mauvaise position des manettes de puissance. L'installation d'un tel mécanisme devient par la suite obligatoire sur tous les avions DHC-8 dans le monde.

## Avion et équipage
L'avion impliqué est un De Havilland Canada DHC-8-102, immatriculé P2-MCJ, âgé de 23 ans, ayant effectué son premier vol en 1988,. Équipé de deux turbopropulseurs Pratt & Whitney Canada PW121, l'avion cumule 38 421 heures de vol au moment de l'accident.
Le commandant de bord, l'Australien William Bill Spencer, âgé de 64 ans, totalise 18 200 heures de vol, dont 500 heures sur DHC-8. L'officier pilote de ligne, le Néo-Zélandais Campbell Wagstaff, âgé de 40 ans, cumule 2 725 heures de vol, dont 390 heures sur DHC-8,,.

## Déroulement du vol

### Décollage et approche sur l'aéroport
Dans l'après-midi du 13 octobre 2011, le De Havilland Canada DHC-8-100 de la compagnie aérienne PNG Airlines effectue un vol régulier de passagers reliant l'aéroport de Lae Nadzab (en) à l'aéroport de Madang (en), en Papouasie-Nouvelle-Guinée. À bord se trouvent deux pilotes, un steward ainsi que vingt-neuf passagers. L'avion décolle de Nadzab à 16 h 47 UTC+10:00,. L'avion monte à 16 000 pieds (4 880 mètres) avec une heure d'arrivée estimée à Madang à 17 h 17, après environ trente minutes de vol.
L'itinéraire prévu nécessite, en raison des montagnes, une descente abrupte vers Madang et, bien que l'avion descend de façon prononcé, les hélices sont laissées à leur réglage de croisière de 900 tours par minute, entraînant une augmentation importante de la vitesse. Dès lors, aucun des deux pilotes ne remarque que cette dernière se rapproche dangereusement de la vitesse maximale d'utilisation (VMO). Quelques instants plus tard, l'avion atteint la VMO alors qu'il descend vers une altitude de 10 500 pieds (3 200 mètres), avec un taux de descente oscillant entre 3 500 et 4 200 pieds par minute (1 070 et 1 280 mètres par minute), déclenchant l'avertisseur de survitesse. Les pilotes relèvent alors le nez de l'avion en réponse à l'avertissement, réduisant le taux de descente à environ 2 000 pieds par minute (610 mètres par minute), sans pour autant que l'avertisseur de survitesse ne se désactive.

### Survitesse des hélices
Dès lors, le commandant de bord réduit brusquement la poussée des deux moteurs, mais peu de temps après, les deux hélices entrent en survitesse, « dépassant leur régime maximal autorisé de 1 200 tours par minute de plus de 60 %, endommageant gravement le moteur gauche et rendant les deux moteurs inutilisables ». Le bruit dans le poste de pilotage devient assourdissant, rendant la communication entre les pilotes extrêmement difficile. De plus, des dommages internes aux moteurs font pénétrer de la fumée dans le cockpit et dans la cabine par le système de climatisation.
La situation prend les deux pilotes au dépourvu, provoquant un sentiment de « confusion et de choc ». Quelques secondes plus tard, le régime de l'hélice gauche est réduit à 900 tours par minute, avant de revenir dans une situation de survitesse. Lors de cette deuxième survitesse, le régime du compresseur du moteur gauche augmente de plus de 110 % par rapport à sa valeur nominale, causant d'importants dégâts au moteur. Presque simultanément, le moteur droit s'arrête et l'hélice droite entre automatiquement en drapeau, avec un calage d'environ 90° afin de minimiser la traînée. Le copilote demande alors si le moteur gauche fonctionne toujours, ce à quoi le commandant de bord répond par la négative. À ce moment, environ quarante secondes après le début des évènements, l'hélice gauche tourne dans le vent et ne produit plus de puissance en raison des dommages causés par la survitesse, rendant l'avion très difficile à contrôler. De son côté, l'hélice droite, ne pouvant pas être retirée du mode drapeau, ne produit plus aucune poussée.

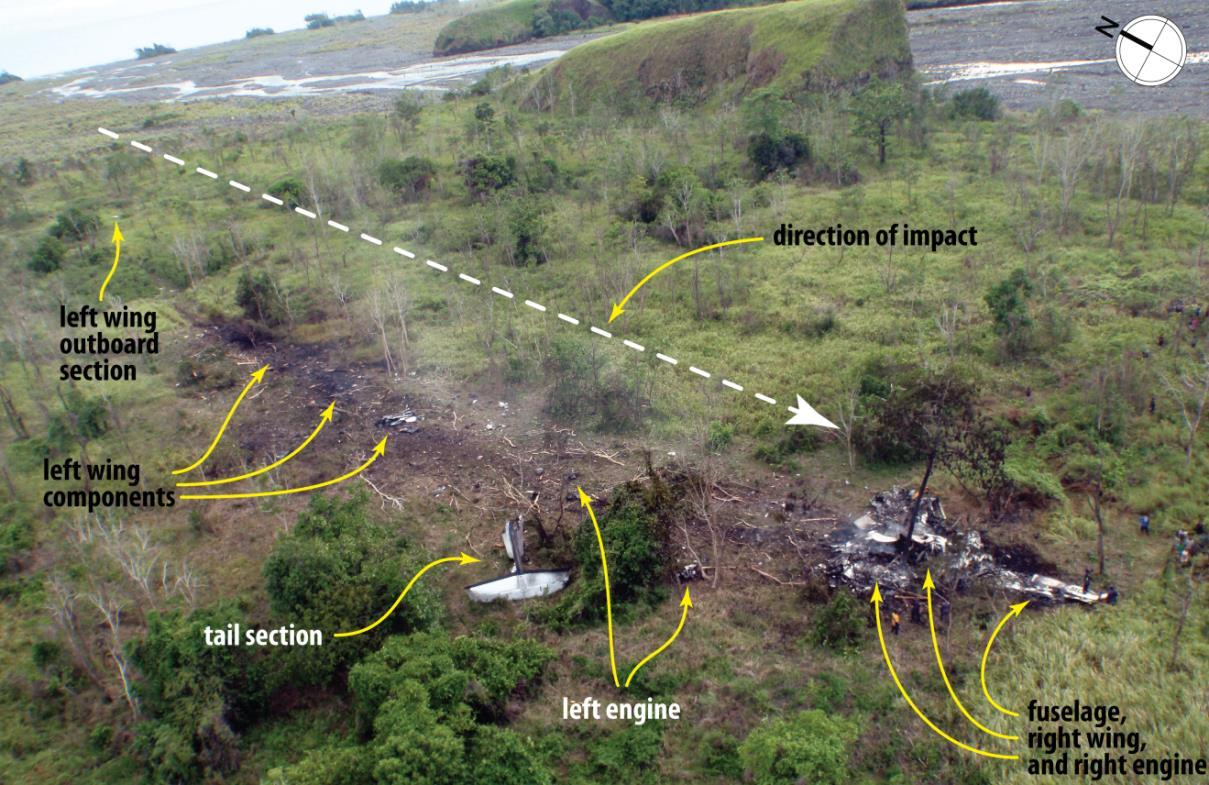
Représentation des différentes sections de l'épave et de la direction de l'avion lors de l'accident.

Peu après, le copilote lance un appel de détresse à la tour de l'aéroport de Madang. Cependant, au lieu de se concentrer sur les check-lists et les procédures d'urgence, leur attention se tourne directement vers l'endroit où ils vont effectuer un atterrissage forcé. L'avion descend à un rythme important, notamment en raison de l'hélice gauche qui ne s'est pas placé automatiquement en mode drapeau afin de réduire la traînée. Alors que l'avion se trouve à une altitude d'environ 800 pieds (240 mètres), les pilotes décident finalement de couper l'alimentation des deux moteurs, plaçant l'hélice gauche en drapeau. Soixante-douze secondes plus tard, l'avion s'écrase près d'une rive de la rivière Nuru (en), à environ neuf kilomètres de l'embouchure du fleuve Gogol (en), à une vitesse de 114 nœuds (211 km/h), la queue de l'avion percutant en premier des arbres, avec les volets et le train d'atterrissage rentrés. Lors de l'impact, l'aile gauche et la queue se détachent du reste du fuselage.
L'épave s'immobilise à trois-cents mètres du point d'impact initial et est engloutie par le feu. L'avant de l'avion se fracture derrière le poste de pilotage et s'immobilise sur le dos. L'avion transportait vingt-neuf passagers, tous des Papouans-néo-guinéens à l'exception d'un ressortissant Malaisien, le seul passager survivant. Ainsi, sur les trente-deux occupants de l'appareil, seuls les deux pilotes, le seul steward et un passager survivent à l'accident,,.

## Enquête

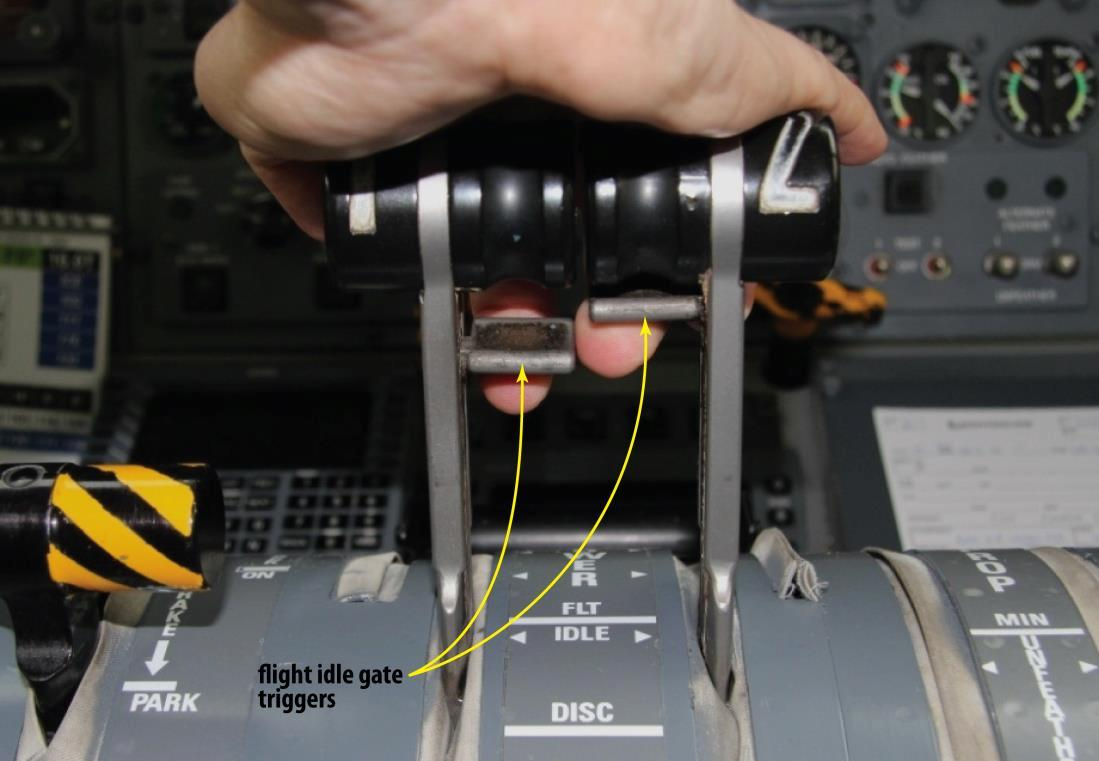
Les manettes de puissance du DHC-8 avec les commutateurs permettant d'accéder au mode « reverse » (mode « sol », en opposition au mode « vol ») en position fermée (à gauche) et ouverte (à droite).

Une enquête est menée par la Commission d'enquête sur les accidents de Papouasie-Nouvelle-Guinée (en) (PNGAIC) avec l'aide du Bureau australien de la sécurité des transports (ATSB) et du Bureau de la sécurité des transports du Canada (BST). Après deux ans et huit mois d'enquête, le rapport final est publié le 15 juin 2014,. La PNGAIC indique que le pilote aux commandes a tiré les manettes de puissance des moteurs au-delà de la position de ralenti (flight idle), alors qu'il tentait de ralentir l'avion pendant la descente par mauvais temps. Cette configuration, correspondant à la plage de pas inversé de l'hélice (mode « reverse » avec un calage négatif ou mode « sol », en opposition avec le mode « vol »), ne doit être utilisée que pour décélérer ou reculer au sol, car en vol, elle peut provoquer une survitesse incontrôlable de l'hélice et endommager les moteurs.
Le mécanisme qui avertit les pilotes de la sélection de cette position des manettes de puissance avait fait l'objet d'enquêtes antérieures et il a été constaté qu'un centre de service agréé par le fabricant avait l'habitude de renvoyer des pièces défectueuses aux compagnies aériennes. À la suite d'un certain nombre d'incidents de sélection par inadvertance du mode inversé (« reverse ») ou « sol » sur les avions de type DHC-8, qui ont entraîné de graves dommages aux moteurs, la Federal Aviation Administration (FAA) des États-Unis exige qu'une protection supplémentaire soit installée sur les aéronefs exploités par des compagnies aériennes américaines. Ce système, développé par le fabricant, empêche la survitesse des hélices en cas de sélection par inadvertance du mode inversé en vol à grande vitesse, mais les opérateurs en dehors des États-Unis n'étaient pas tenus d'adopter la modification.
De plus, le rapport critique les pilotes pour leur incapacité à contrôler le taux de descente et la vitesse de l'avion avant et après la survitesse, et note qu'un moteur était encore capable de fournir de l'énergie pendant l'atterrissage forcé même s'il ne pouvait plus assurer la propulsion. Les pilotes ont coupé ce moteur et ont donc perdu la capacité d'utiliser les systèmes hydrauliques et électriques qui auraient pu améliorer les chances de survie à l'atterrissage.

## Conséquences
Après l'accident, Airlines PNG décide d'immobiliser toute sa flotte de douze DHC-8 en attendant les résultats de l'enquête. Après la publication des premiers éléments, Airlines PNG ajoute le mécanisme de verrouillage empêchant la survitesse des hélices en mode inversé sur l'ensemble de sa flotte de DHC-8. Par la suite, Transports Canada, en collaboration avec l'avionneur Bombardier, publie une consigne de navigabilité obligeant les exploitants du monde entier à effectuer ces modifications.
Le 14 octobre 2015, lors du 4e anniversaire de l'accident, un mémorial aux chandelles a lieu à l'Université Divine World de Madang, la plupart des victimes étaient des parents venant assister à la journée de remise des diplômes de leurs enfants.

## Médias
L'accident a fait l'objet d'un épisode dans la série télévisée Air Crash nommé « Perte de puissance » (saison 23 - épisode 4).

### Rapport final, Papua New Guinea Accident Investigation Commission, 2014
1. ↑  PNGAIC 2014, p. 10.
2. ↑  PNGAIC 2014, p. 11.
3. 1 2  PNGAIC 2014, p. 7.
4. ↑  PNGAIC 2014, p. 8-9.
5. 1 2 3  PNGAIC 2014, p. 3.
6. 1 2 3 4 5 6 7 8 9 10 11 12  PNGAIC 2014, p. 4.
7. 1 2 3 4  PNGAIC 2014, p. 5.
8. ↑  PNGAIC 2014, p. 40.
9. ↑  PNGAIC 2014, p. 5-6.
10. 1 2 3 4 5  PNGAIC 2014, p. 6.
11. ↑  PNGAIC 2014, p. 18.
12. ↑  PNGAIC 2014, p. 17-18.
13. ↑  PNGAIC 2014, p. 87.
14. ↑  PNGAIC 2014, p. 88.
15. ↑  PNGAIC 2014, p. 23.
16. ↑  PNGAIC 2014, p. 24.
17. ↑  PNGAIC 2014, p. 86.
18. ↑  PNGAIC 2014, p. 21, 79.

### Autres sources
1. ↑  (en) « P2-MCJ Airlines PNG De Havilland Canada DHC-8-100 », sur planespotters.net, Plane Spotters (consulté le 16 novembre 2022).
2. 1 2 3 4  (en) Aviation Safety Network, « ASN Aircraft accident de Havilland Canada DHC-8-102 P2-MCJ, Madang Airport (MAG) », sur aviation-safety.net, Flight Safety Foundation (consulté le 16 novembre 2022).
3. ↑  (en) Glenda Kwek et Benjamin Preiss, Australian Associated Press, Agence France-Presse, « Aussie pilot survives as 28 die in PNG plane crash » [« Un pilote australien survit alors que 28 personnes meurent dans un accident d'avion de PNG »], sur smh.com.au, The Sydney Morning Herald, 14 octobre 2011 (consulté le 16 novembre 2022).
4. ↑  (en) Liam Fox, ABC News (Australie), « Black boxes retrieved from PNG plane crash » [« Les boîtes noires récupérées du crash d'un avion de PNG »], sur abc.net.au, Australian Broadcasting Corporation, 14 octobre 2011 (consulté le 16 novembre 2022).
5. ↑  Le Monde et Agence France-Presse, « Papouasie-Nouvelle-Guinée : un avion s'écrase avec 32 passagers à son bord », sur lemonde.fr, 13 octobre 2011 (consulté le 16 novembre 2022).
6. ↑  Agence France-Presse, « Papouasie Nouvelle-Guinée: 28 morts dans le crash d'un avion », sur La Libre Belgique, La Libre Belgique, 14 octobre 2011 (consulté le 16 novembre 2022).
7. ↑  (en) Associated Press, « Plane crash kills 28 in Papua New Guinea » [« Un accident d'avion fait 28 morts en Papouasie-Nouvelle-Guinée »], sur theguardian.com, The Guardian, 14 octobre 2011 (consulté le 17 novembre 2022).
8. ↑  (en) Australian Transport Safety Bureau, « Assistance to PNG AIC - Forced landing of Bombardier DHC-8-103, (Dash 8), P2-MCJ, 33 km south east of Madang, Papua New Guinea on 13 October 2011 » [« Assistance au PNG AIC - Atterrissage forcé du Bombardier DHC-8-103, (Dash 8), P2-MCJ, à 33 km au sud-est de Madang, Papouasie-Nouvelle-Guinée le 13 octobre 2011 »], sur atsb.gov.au, Gouvernement de l'Australie (consulté le 17 novembre 2022).
9. 1 2  (en) « Report blames pilots for major PNG air crash » [« Un rapport accuse les pilotes dans l'accident aérien de PNG »], sur rnz.co.nz, Radio New Zealand, 16 juin 2014 (consulté le 17 novembre 2022).
10. ↑  (en) Michael Field, « Kiwi pilot blamed for deadly PNG crash » [« Un pilote néo-zélandais accusé de l'accident mortel de PNG »], sur stuff.co.nz, 16 juin 2014 (consulté le 16 novembre 2022).
11. ↑  (en) Australian Associated Press, « Airlines PNG grounded after crash » [« La compagnie aérienne Airlines PNG clouée au sol après un crash »], sur news.com.au, News Corp Australia, 14 octobre 2011 (consulté le 17 novembre 2022).
12. ↑  (en) ABC News (Australie), « Airlines PNG modifies its Dash 8 aircraft after fatal plane crash in Madang in 2011 » [« Airlines PNG modifie son avion Dash 8 après l'accident d'avion mortel à Madang en 2011 »], sur abc.net.au, Australian Broadcasting Corporation, 17 juin 2014 (consulté le 16 novembre 2022).
13. ↑  Rémy Knoerr, Transports Canada, « Consigne de navigabilité CF-2013-15R2 » [PDF], sur easareglib.com, Gouvernement du Canada, 20 janvier 2017 (consulté le 29 novembre 2022).
14. ↑  (en) Gregory Jaze Avira, « Candles in memory of 28 plane crash victim », sur looppng.com, 14 octobre 2015 (version du 17 septembre 2021 sur Internet Archive).
15. ↑  (en) « Dangers dans le ciel : Power Play », sur imdb.com, Internet Movie Database (consulté le 25 février 2023).

#### Papua New Guinea Accident Investigation Commission (PNGAIC)
Rapport final
- (en) Papua New Guinea Accident Investigation Commission, Aircraft Accident Report : Airlines PNG, P2-MCJ Bombardier DHC-8-103, Double propeller overspeed, 35 km south south east of Madang, Madang Province, Papua New Guinea, 13 October 2011 [« Airlines PNG, P2-MCJ Bombardier DHC-8-103, double survitesse d'hélice, 35 km au sud-sud-est de Madang, province de Madang, Papouasie-Nouvelle-Guinée, 13 octobre 2011 »] (rapport no AIC11-1010), Port Moresby, Gouvernement de Papouasie-Nouvelle-Guinée, 15 juin 2014, x-125 (lire en ligne [PDF]).

### Vidéos
- (en) [vidéo] ABC News (Australia), « Plane crashes in northern PNG », sur YouTube, 13 octobre 2011 (consulté le 17 novembre 2022).
- (en) [vidéo] ABC News (Australia), « Plane crash leaves 28 people dead in PNG », sur YouTube, 13 octobre 2011 (consulté le 17 novembre 2022).
- (en) [vidéo] Air Crash Daily, « Airlines PNG Flight 1600 Crash Animation », sur YouTube, 13 octobre 2022 (consulté le 17 novembre 2022).